# دان إيغن
دان إيغن (بالنرويجية البوكمول: Dan Eggen)‏ (مواليد 13 يناير 1970) هو لاعب كرة قدم. يلعب مع منتخب النرويج لكرة القدم. سبق له أن لعب في كأس العالم لكرة القدم مع منتخب بلاده.

## روابط خارجية
- دان إيغن على موقع IMDb (الإنجليزية)

- دان إيغن على موقع الاتحاد الدولي (مؤرشف)  (الإنجليزية)
- دان إيغن على موقع اتحاد النرويج (النرويجية)
- دان إيغن على موقع قاعدة بيانات كرة القدم.إي يو (الإنجليزية)
- دان إيغن على موقع ناشيونال فوتبول تيمز (الإنجليزية)
- دان إيغن على موقع Soccerbase.com (لاعب) (الإنجليزية)
- دان إيغن على موقع Soccerway.com (الإنجليزية)